# Memoria volatile
La memoria volatile è una tipologia di memoria informatica che perde le informazioni quando non viene alimentata. Le memorie volatili sono prevalentemente usate come memoria primaria, pertanto risulta essere solitamente più veloce rispetto alle memorie di massa (come ad esempio il disco rigido). La maggior parte delle memorie ad accesso casuale (RAM) per uso generico sono di tipo volatile.

## Tipi
Esistono due tipi di memorie RAM volatili: le DRAM (Dynamic Random Access Memory) e le SRAM (Static Random Access Memory). Anche se entrambe necessitano di corrente elettrica continua per conservare i dati, esistono alcune differenze importanti tra loro.
La memoria RAM dinamica (DRAM) è molto diffusa grazie al suo rapporto costo-efficacia. La DRAM memorizza ogni bit di informazione in un condensatore diverso all'interno del circuito integrato. I chip della DRAM necessitano di un solo condensatore e di un transistor per memorizzare ogni bit di informazione, il che la rende una memoria poco ingombrante e poco costosa.
La RAM statica (SRAM), al contrario della RAM dinamica, è molto più veloce, ma ha un costo più elevato. La SRAM non necessita di continui aggiornamenti elettrici, ma richiede comunque una corrente costante per sostenere la differenza di tensione. Ogni singolo bit in un chip di una SRAM necessita di una cella di 6 transistor, mentre la DRAM richiede solo un condensatore e un transistor. Di conseguenza, la SRAM non è in grado di raggiungere le capacità di archiviazione della DRAM. La SRAM è comunemente utilizzata nelle CPU cache, nei registri e nei dispositivi di rete.